# Jesús Garay (football)
Pour les articles homonymes, voir Garay et Jesús Garay.
Jesús Garay est un footballeur espagnol, né le 10 septembre 1930 à Bilbao et décédé le 10 février 1995 dans cette même ville. Il évoluait au poste de défenseur central.

## Biographie

### En club
Jesús Garay joue principalement en faveur de l'Athletic Bilbao et du FC Barcelone. Il dispute un total de 341 matchs en première division espagnole, inscrivant 10 buts dans ce championnat. Il est sacré champion d'Espagne en 1956 avec l'Athletic Bilbao.
Avec le FC Barcelone, il joue 14 matchs en Coupe d'Europe des clubs champions. Il atteint la finale de cette compétition en 1961, en étant battu par l'équipe portugaise du Benfica Lisbonne. 
Au cours de sa carrière il joue également deux autres finales de Coupe d'Europe : la finale de la Coupe Latine en 1956 avec l'Athletic Bilbao, en étant battu par le club italien du Milan AC, et la finale de la Coupe des villes de foires en 1962 avec la Barça, en étant battu par le club espagnol de Valence.

### En équipe nationale
Jesús Garay reçoit 29 sélections et inscrit un but en équipe d'Espagne entre 1953 et 1962.
Il joue son premier match en équipe nationale le 19 mars 1953, en amical contre la Belgique. Le 30 janvier 1957, il inscrit un but face à l'équipe des Pays-Bas, lors d'une victoire 5-1 des espagnols. C'est son seul but en équipe nationale.
Jesús Garay participe avec la sélection espagnole à la Coupe du monde 1962 organisée au Chili. Lors du mondial, il dispute un match face à la Tchécoslovaquie.

## Carrière
- 1949-1950 :  Erandio Club
- 1950-1960 :  Athletic Bilbao
- 1960-1965 :  FC Barcelone
- 1965-1966 :  CD Málaga

## Palmarès
- Finaliste de la Coupe d'Europe des clubs champions en 1961 avec le FC Barcelone
- Finaliste de la Coupe des villes de foires en 1962 avec le FC Barcelone
- Finaliste de la Coupe Latine en 1956 avec l'Athletic Bilbao
- Champion d'Espagne en 1956 avec l'Athletic Bilbao
- Vainqueur de la Coupe d'Espagne en 1955, 1956 et 1958 avec l'Athletic Bilbao ; en 1963 avec le FC Barcelone
- Vainqueur de la Coupe Eva Duarte en 1950 avec l'Athletic Bilbao